# Roodhouse, Illinois
Roodhouse là một thành phố thuộc quận Greene, tiểu bang Illinois, Hoa Kỳ. Năm 2010, dân số của thành phố này là 1814 người.

## Dân số
Dân số qua các năm:
- Năm 2000: 2214 người.
- Năm 2010: 1814 người.